# Casa Emili Juncadella
La Casa Emili Juncadella era un edifici situat a la Rambla de Catalunya, 26 cantonada amb el carrer de la Diputació de Barcelona, actualment desaparegut. En el seu emplaçament s'aixeca el Gran Hotel Calderón.

## Història
Va ser projectat el 1899 per l'arquitecte Enric Sagnier per a l'industrial tèxtil Emili Juncadella i Oliva, fill del també industrial Jeroni Juncadella i Casanovas, i el 1902 va guanyar el Concurs anual d'edificis artístics de l'Ajuntament de Barcelona. El mobiliari i la fusteria van realitzats per Joan Busquets i Jané i la serraleria per Carles Torrebadell.
El palau va heretat pel seu fill Emili Juncadella i Vidal (1884-1936), afeccionat a la cacera i l'excursionisme. El 1932, durant la Segona República Espanyola, l'Estat va confiscar els béns de la Companyia de Jesús, incloent el Col·legi dels Jesuïtes de Casp. Aleshores es va crear l'Associació Mútua de Cultura sota la presidència de Ferran Valls i Taberner, que va acollir als seus alumnes a l'Acadèmia Torres i Bages, instal·lada al palau.
Durant la Guerra Civil, el palau patí un incendi i va ser malmès pels bombardejos, el que va motivar que fos enderrocat a la dècada del 1940 i s'hi construïssin tres nous edificis: La Bodega del Teatre Calderon a la Rambla de Catalunya (posteriorment convertida en el Teatre Candilejas), el Teatre Calderon al xamfrà, i el Cine Cristina al carrer de la Diputació. El 1967 van ser enderrocats per a construir-hi un hotel.

## Descripció
Era un edifici de semisoterrani, planta baixa i tres pisos, amb façana de pedra. Tenia tres obertures per planta a la Rambla de Catalunya i sis a la que donava al jardí, que ocupava el xamfrà amb el carrer de la Diputació. La unió entre ambdues es feia mitjançant un cos en forma de torre, amb una galeria al tercer pis i un quart pis amb finestres bífores. El coronament tenia merlets arrodonits.